# Dzvîneacika, Borșciv
Dzvîneacika (în ucraineană Дзвинячка) este o comună în raionul Borșciv, regiunea Ternopil, Ucraina, formată numai din satul de reședință.

## Demografie
Componența lingvistică a comunei Dzvîneacika
     Ucraineană (99,34%)
     Alte limbi (0,66%)
Conform recensământului din 2001, majoritatea populației comunei Dzvîneacika era vorbitoare de ucraineană (99,34%), existând în minoritate și vorbitori de alte limbi.